# Войтас, Вячеслав Михайлович
Вячеслав Михайлович Войтас (1926—?) — советский работник строительной отрасли, Герой Социалистического Труда (1970).

## Биография
Работал бригадиром монтажников треста «Каховсельстрой», г. Новая Каховка, Херсонская область, Украинская ССР.
Рационализатор, соавтор патента: Кондуктор для монтажа колонн (25.08.1979), № документа 00681174.
Был членом КПСС. Избирался делегатом XXIV съезда КПСС и XXIV съезд Компартии Украины.

## Награды и звания
- Герой Социалистического Труда (1971, за выдающиеся производственные успехи в выполнении задач пятилетнего плана).[3]
- Награждён орденом Ленина, орденами Трудового Красного Знамени и Знак Почёта, а также медалями.
- Почётный гражданин города Новая Каховка.